# Ласцов
Ласцов (словац. Lascov) — село и одноимённая община в округе Бардеёв Прешовского края Словакии.

## История
Впервые упоминается в 1370 году.
В селе есть римо-католический костел.

## Население
| Год:                | 1994 | 2004    | 2014    | 2024    |
| ------------------- | ---- | ------- | ------- | ------- |
| Количество человек: | 488  | 530     | 560     | 604     |
| Разница:            |      | +8,60 % | +5,66 % | +7,85 % |

В селе проживает 544 человек.
Национальный состав населения (по данным последней переписи населения 2001 года):
- словаки — 96,72%
- цыгане — 2,89%
- чехи — 0,19%

Состав населения по принадлежности к религии состоянию на 2001 год:
- римо-католики — 64,35%
- протестанты — 20,42%
- греко-католики — 14,07%
- не считают себя верующими или не принадлежат к одной вышеупомянутой церкви — 1,15%